# Schistura dayi
Schistura dayi är en fiskart som först beskrevs av Hora, 1935.  Schistura dayi ingår i släktet Schistura och familjen grönlingsfiskar. IUCN kategoriserar arten globalt som livskraftig. Inga underarter finns listade i Catalogue of Life.